# 皇后號木殼外輪炮艇
皇后號木殼外輪炮艇（H.C. Queen）是英國東印度公司為打擊亞洲海盜而購買的一艘木殼明輪炮艇。它於1839年下水，曾參與第一次鴉片戰爭。

## 建造
本艦與英國女王號郵輪和總統號郵輪在同一船廠建造，即倫敦的Curling & Young，於1839年下水。本艦由Samuel Ritherdon設計，註冊總噸766噸，正常排水量1249長噸，220匹額定馬力的蒸汽機推動兩個明輪。同年另一艘姊妹艦克莱奥帕特拉號也下水。本艦的母港是孟加拉，首任艦長是孟加拉引水服務的Walter Warden。

## 艦歷

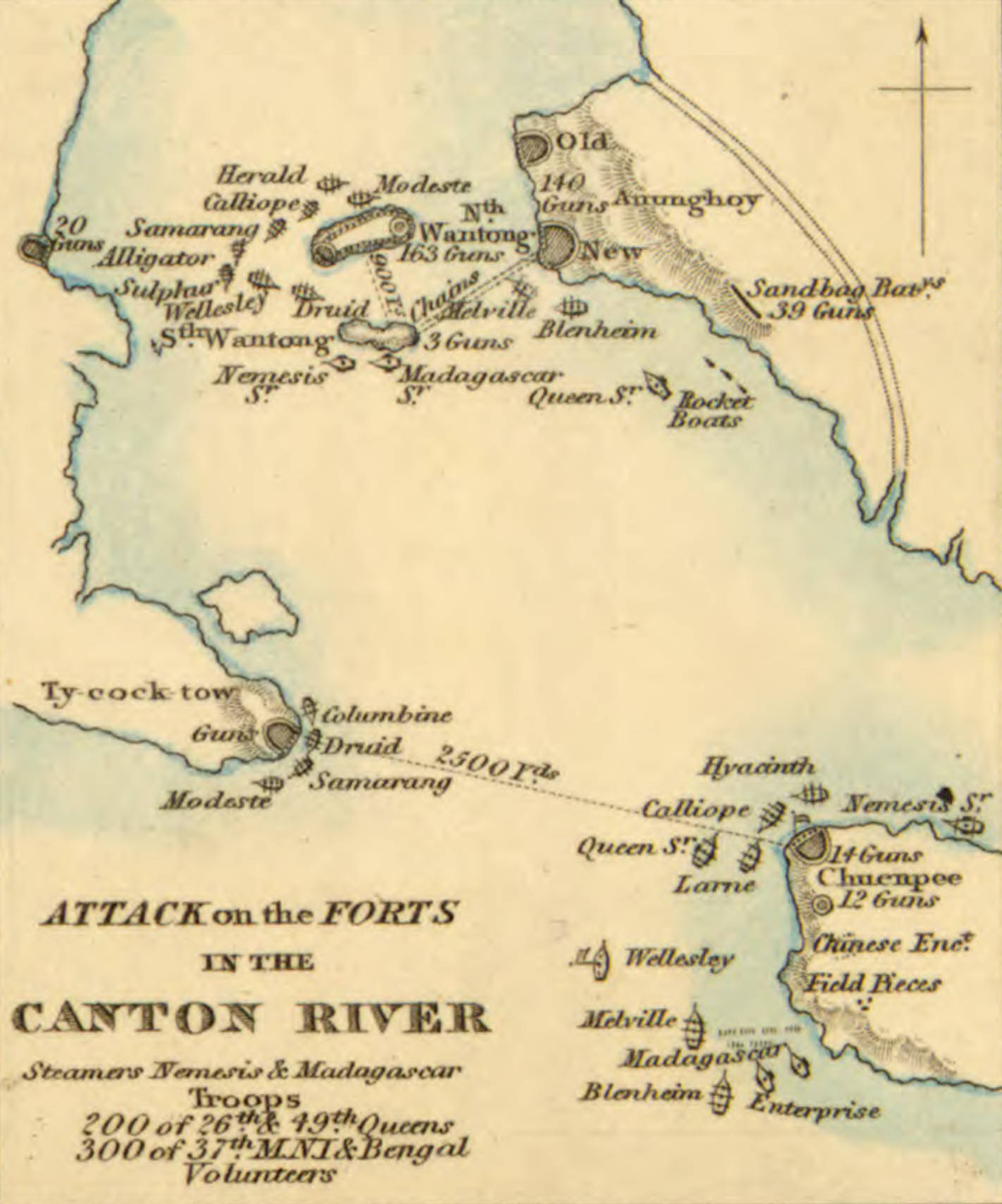
穿鼻之戰地圖

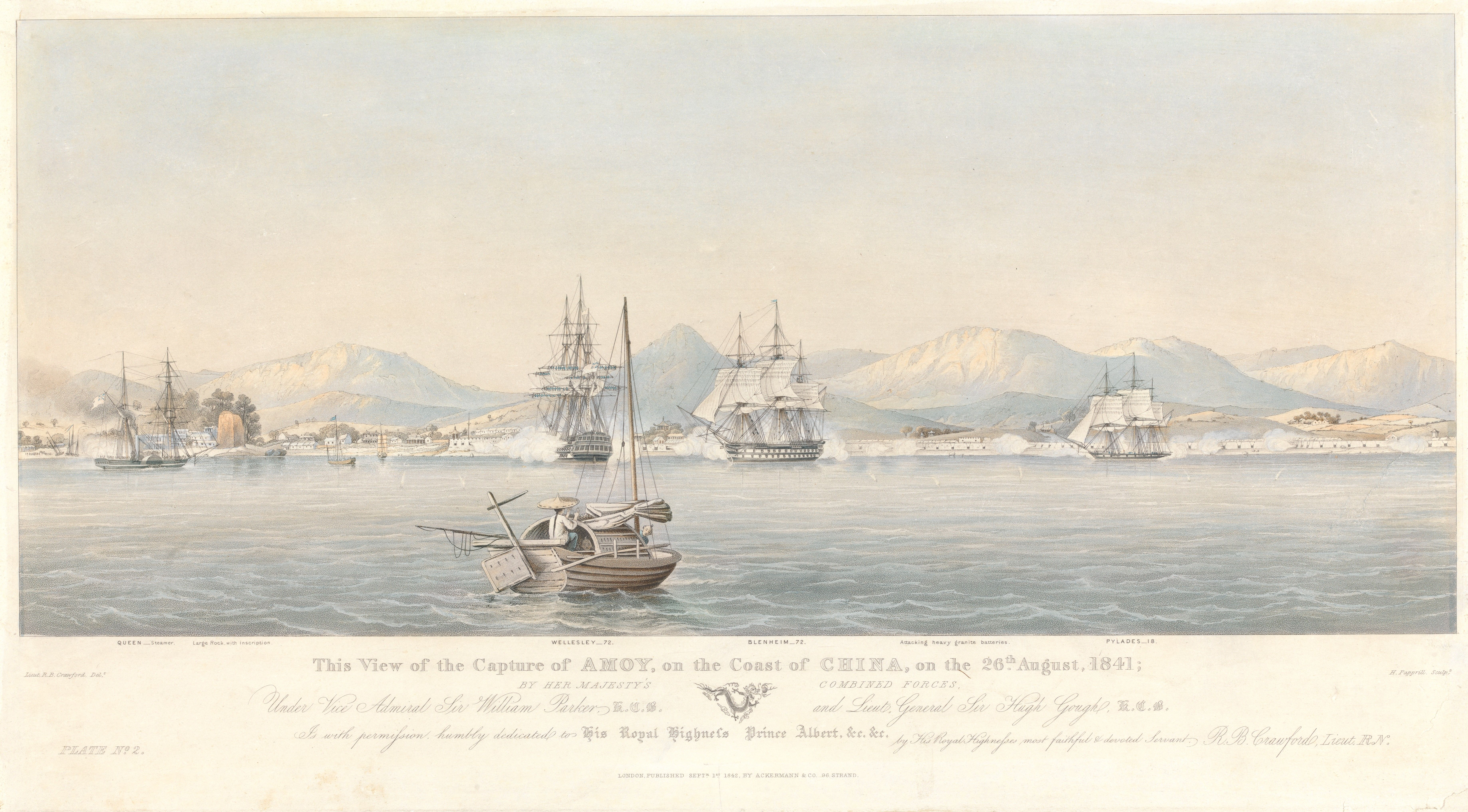
廈門戰役。本艦為最左一艘

1840年7月5日，本艦參與第一次定海之戰。
1841年1月7日，本艦參與第二次穿鼻之戰。
英方全權代表璞鼎查搭乘本艦於8月21日中午抵達香港，安排香港的行政與防務，於次日乘本艦離開。
8月26日下午1點半，廈門战役開始，本艦和塞索斯特利斯號從廈門港的右邊駛向架設了76門炮的石壁炮台（長度超過半英里），非常接近炮台時炮台發了12炮，本艦炮擊了石壁炮台。英軍於27日清晨順利占領廈門城。此役本艦裝備了2門炮，由代理航海長W. Warden指揮。9月，本艦參與第二次定海之战。
1842年8月14日，南京城垣上掛了白旗，英國代表搭乘本艦到靜海寺，與清政府代表議約，雙方於同月29日簽訂《南京條約》。戰爭結束時艦長還是W. Warden。
本艦最後一次任務是1856年協助土耳其抵抗阿拉伯人的進攻。

## 榮譽及紀念
本艦有24名軍官、37名普通艦員、71名東印度水手（總計132人）獲得1842年中國戰爭勳章。

## 引用
1. 1 2  亞洲學報卷30，第259页
2. ↑  Colledge & Warlow（2010年），第326页
3. ↑  . THE CURLING FAMILY.   [2022-11-06]. （原始内容存档于2022-11-06）.
4. ↑  Gibson-Hill（1954年），第159页
5. ↑  Parkinson（2011年），第73页，note 16
6. ↑  亞洲學報卷30，第260页
7. ↑  Low（1877年），第141页
8. ↑  亞洲學報卷34，第304页
9. ↑  Europe in China Chapter XIII. The Administration of Sir Henry Pottinger, p. 181
10. ↑  亞洲學報卷37，第52-53页
11. ↑  Appendix to the Calcutta Gazette, 1841-11-20，第4頁
12. ↑  Low（1877年），第145-146页
13. ↑  Granville G. Loch. . London: J. Murray. 1843年: 第148頁  [2023-08-21]. （原始内容存档于2023-07-13）.
14. ↑  Bernard & Hall（1844年），第512页
15. ↑  Low（1877年），第318-319页
16. ↑  . （原始内容存档于2014-06-23）.